# Capixaba (Acre)
Capixaba é um município brasileiro localizado no interior do estado do Acre, especificamente no sudeste deste.

## Geografia
Sua população é de 10 392 habitantes e sua área é de 1.705,236 km² (6,1 hab./km²). 
Limita ao norte e a nordeste com o município de Rio Branco, ao sul com a Bolívia, a leste com o município de Plácido de Castro e a Bolívia e a oeste com o município de Xapuri. 
O Município é banhado pelo Rio Abunã (que estabelece a fronteira do Brasil com a Bolívia) e pelo Rio Acre.

## Toponímia e fundador
O nome atual do município foi dado após uma votação feita com grãos de milho e de feijão, realizada na década de 1980; o município acreano tem como fundador Hélio Tessinari (falecido em 2005), nascido no Sul do estado do Espírito Santo. Capixaba é o gentílico usado para denominar quem nasce no Espírito Santo.
O único ginásio de esportes da cidade de Capixaba se chama Hélio Tessinari, em homenagem ao capixaba que é considerado o fundador do município acreano.

## História

### Origem da localidade
Nascido na cidade de Castelo, já em 1961 o capixaba Hélio Tessinari havia deixado o Espírito Santo, seu estado de nascimento, e morava no Mato Grosso. Em 1972, ele chegou a uma localidade do Acre, ainda sem nome, em busca de uma melhor qualidade de vida; na época havia quatro casas e vários seringais.
Durante algum tempo o desenvolvimento do futuro município esteve estritamente ligado a Hélio Tessinari e sua esposa Maria Lubiana, que acabou atraindo outros parentes e chegaram a doar vários terrenos para os seringueiros, dando origem a uma vila com quase 30 famílias.
O novo povoado situava-se na área conhecida como "Seringal Gavião"- proximidades do quilômetro 74 da BR-317, entre a capital Rio Branco (AC) e a cidade de Xapuri. Hélio Tessinari implementaria a primeira indústria madeireira da região com a abertura da "Serraria Pica-Pau",  utilizando-se de uma serra manual. Tal estabelecimento da família Tessinari tornou-se ponto de referência com populares chamando a localidade pela alcunha de "capixaba".
Com o crescimento da localidade, a região passou a ser chamada por alguns de Vila Santo Antônio (devido à figura sacra que até hoje é padroeiro da cidade), enquanto outros chamavam o lugar pelo nome de Vila Capixaba. Em 1980 o impasse seria resolvido com uma votação excentrica: quem preferisse Vila Santo Antônio depositava um grão de milho na urna, e quem quisesse Vila Capixaba inseria um de grão de feijão, o resultado vitorioso foi a segunda opção.

### Emancipação e primeira eleição municipal
No dia 28 de abril de 1992 foi instituído oficialmente o município de "Capixaba", ao se desvincular das cidades de Rio Branco e Xapuri. Em outubro do mesmo ano, aconteceu a primeira eleição municipal.
A primeira eleição municipal envolveu como candidatos Ronaldo Tessinari e Liberato Ribeiro da Silva (que já havia sido subprefeito local), este último tendo como vice o Hélio Tessinari. Ou seja, quase que uma disputa entre pai e filho. Entre os nove vereadores eleitos para a nova Câmara Municipal, dois integrantes da família Tessinari foram eleitos. Liberato Ribeiro da Silva acabou tornando-se o primeiro prefeito eleito do local, eleito pelo PMDB.

## Infraestrutura

### Saúde
O município possuía, em 2009, 5 estabelecimentos de saúde, sendo todos eles públicos municipais ou estaduais, entre hospitais, pronto-socorros, postos de saúde e serviços odontológicos. Neles, não havia nenhum leito para internação. Em 2014, 93,4% das crianças menores de 1 ano de idade estavam com a carteira de vacinação em dia. Em 2015, foram registrados 219 nascidos vivos, ao mesmo tempo que o índice de mortalidade infantil foi de 18,3 óbitos de crianças menores de cinco anos de idade a cada mil nascidos vivos. No mesmo ano, 27,4% das crianças que nasceram no município eram de mães adolescentes. Cerca de 90,5% das crianças menores de 2 anos de idade foram pesadas pelo Programa Saúde da Família em 2014, sendo que 0,1% delas estavam desnutridas.
Até 2009, Capixaba não possuía nenhum estabelecimento de saúde especializado em clínica médica, obstetrícia, pediatria, psiquiatria, cirurgia bucomaxilofacial ou traumato-ortopedia. Dos 5 estabelecimentos de saúde, nenhum deles era com internação. Até 2016, havia 11 registros de casos de HIV/AIDS, sendo que 75% dos casos registrados foram em homens e 25% em mulheres. Entre 2001 e 2012 houve 865 casos de doenças transmitidas por mosquitos e insetos, sendo a principal delas a dengue, a leishmaniose e a malária.
De acordo com a Secretaria de Atenção Primária à Saúde do Ministério da Saúde (MS), o Índice de Vulnerabilidade Social (IVS) deste município é de alta vulnerabilidade, indicador criado pelo IPEA e utilizado pelo MS na alocação de profissionais do Programa Mais Médicos.

## Bairros
| - Centro - Conquista - Paraíso - Quixada Amorim - Loteamento Edsom Barbosa |